# 裁判官会議
裁判官会議（さいばんかんかいぎ）とは、日本において、裁判所の司法行政事務に係る意思決定を行うための合議制の機関（司法行政官庁）である。

## 概要
裁判官会議は、簡易裁判所以外の各裁判所に1つ置かれる。その裁判所に所属する裁判官全員（判事補を除く。ただし、判事補の職権の特例等に関する法律1条に基づき特例判事補は構成員となる）から構成され、その裁判所の長が議長となる（裁判所法12条、20条、29条、31条の5）。1947年に裁判所法が制定された黎明期における裁判官会議の性格について学問と研究の自由を保障、自治権を重視した大学の教授会を想定していた。
日本の裁判所における司法行政は、法律上は各裁判所の裁判官会議に基づいて行われるものとされている。しかし、最高裁判所の裁判官も含めて裁判官の仕事は非常に多忙であるため、実際の裁判官たちは裁判官会議に時間をかける余裕がない。その結果、日本の裁判官会議は最高裁判所事務総局が決めた事を追認するだけの形骸化した会議になり下がっているのが現状であり、このため、日本の裁判所において実際に司法行政権を掌握しているのは、裁判官会議ではなく最高裁判所事務総局である、と批判されている。
このような裁判官会議の形骸化について、全司法労働組合は「最高裁（最高裁判所）、下級裁（下級裁判所）における司法行政事務を行うのは、本来各裁判所の全裁判官の構成による裁判官会議の議によるものと裁判所法が規定している。しかし、下級裁判所事務処理規則の改正や各裁判官会議の議決等により、部総括裁判官（裁判長）の指名や一般職の任命・補職など多くの重要事項が、高裁（高等裁判所）長官・地裁（地方裁判所）所長や一定数の裁判官による常置委員会に移譲され、裁判官会議の実体が形骸化されており、これが最高裁（最高裁判所事務総局）による裁判官統制の体型的基礎となっているとの指摘がある」と説明している。
具体的な例として、前記の下級裁判所事務処理規則4条5項は、制定当時は「部の事務を総括する裁判官は（中略）、毎年あらかじめ、最高裁判所が、当該裁判所の意見を聞いて、指名した者とする。」となっており、下級裁判所の部総括裁判官（裁判長）の任命については各裁判所の裁判官会議の議に基づいて候補者を選考し、最高裁判所事務総局に推薦するものとされていた。ところが、この条項は、1955年（昭和30年）11月17日付をもって「部の事務を総括する裁判官は（中略）、毎年あらかじめ、最高裁判所が、当該高等裁判所の長官又は当該地方裁判所若しくは家庭裁判所の所長の意見を聞いて、指名した者とする。」に変更され、下級裁判所の部総括裁判官の任命については各高等裁判所の長官と地方・家庭裁判所の所長が裁判官会議の議によることなく独断で候補者を決め、最高裁判所事務総局に推薦するものと定められた。また、部総括裁判官を裁判官の選挙を行ってその結果を尊重して所長が最高裁判所に意見具申する制度が長く続いていた大阪地方裁判所でも1996年（平成8年）3月15日に廃止が決定された。これにより、下級裁判所の裁判官の人事に関する裁判官会議の機能は事実上完全に失われ、現在に至っている。
裁判官会議はあくまでも司法行政事務に関する議事機関であり、裁判の方針について議論を行うものではない。
なお、簡易裁判所には、裁判官会議は存在しないが、最高裁判所から指名された司法行政事務を掌理する裁判官（簡易裁判所判事）が1名、各簡易裁判所に置かれている（裁判所法37条）。

## 主な裁判官会議
| 日付           | 議長 （長官） | 内容 |
| -------------- | ------------- | --- |
| 1947年8月4日   | 三淵忠彦      | 裁判実務に必要な品（筆、墨、硯、インキ、六法全書、法服）を公費で賄うことを議決。                                                                                                 |
| 1948年2月13日  | 三淵忠彦      | ハンセン病患者を被告人とする下級裁判所の刑事事件の特別法廷について今後は事務局をして処理する議決。                                                                               |
| 1949年5月20日  | 三淵忠彦      | 浦和事件における参議院法務委員会の国政調査権に基づく調査による浦和地裁判決批判への抗議。                                                                                         |
| 1949年10月17日 | 三淵忠彦      | 最高裁判所誤判事件について関与した4最高裁判事に事実上の辞職勧告。 |
| 1954年9月25日  | 田中耕太郎    | 最高裁機構改革に関する意見を発表。 |
| 1956年2月25日  | 田中耕太郎    | 司法修習生の国籍条項を設置。 |
| 1970年12月24日 | 石田和外      | 飯守重任鹿児島地裁所長の解任。 |
| 1972年9月13日  | 石田和外      | 参与判事補制度導入の決定。 |
| 1976年7月24日  | 藤林益三      | ロッキード事件においてアメリカ側証人に対する不起訴確認宣明。 |
| 1977年3月23日  | 藤林益三      | 司法修習生の国籍条項を維持したまま、外国人について「相当と認めるものに限り」司法修習生採用を決定。                                                                               |
| 1985年11月6日  | 矢口洪一      | 第一小法廷に配属されていた矢口洪一を第三小法廷に配置転換し、新任の大内恒夫を第一小法廷に配置。                                                                                   |
| 1987年2月28日  | 矢口洪一      | 若手判事補の長期研修派遣制度実施を決定。 |
| 1989年12月13日 | 矢口洪一      | 地家裁支部について28都道府県にある41支部廃止及び2支部新設決定。 |
| 1997年2月26日  | 三好達        | 裁判所速記官の新規養成停止を決定。 |
| 2002年9月4日   | 山口繁        | 憲法第80条の規定について、国家財政上の理由などで、やむを得ず立法、行政の公務員も減額される場合は全裁判官に適用される報酬の減額は身分保障などの侵害に当たらず許されることを決定。 |
| 2007年6月13日  | 島田仁郎      | 裁判員制度の細則を規定した裁判員規則の制定。 |
| 2021年5月12日  | 大谷直人      | アスベスト訴訟に絡む最高裁第一小法廷の判決について、大法廷の使用を了承。 |

| 日付          | 裁判所   | 内容                                             |
| ------------- | -------- | ------------------------------------------------ |
| 1969年9月13日 | 札幌地裁 | 平賀書簡問題について平賀健太判事に厳重注意処分。 |